# II. zona nogometnog prvenstva Hrvatske 1947./48.
II. zona nogometnog prvenstva Hrvatske (kao i III Zona Osijek - Slavonski Brod) je bila jedna od pet zonskih liga prvenstva Hrvatske u nogometu, ujedno i trećeg ligaškog ranga nogometnog prvenstva Jugoslavije u sezoni 1947./48. 

Sudjelovalo je sedam klubova s područja Istočne Hrvatske, a prvak je bio "Proleter" iz Osijeka.

## Ljestvica
| mj. | klub                           | ut. | pob. | ner. | por. | gol+ | gol- | GR  | bod |
| --- | ------------------------------ | --- | ---- | ---- | ---- | ---- | ---- | --- | --- |
| 1.  | Proleter Osijek                | 12  | 8    | 3    | 1    | 42   | 13   | +29 | 19  |
| 2.  | Slaven Borovo                  | 12  | 9    | 0    | 3    | 36   | 21   | +15 | 18  |
| 3.  | Mladost Osijek                 | 12  | 7    | 2    | 3    | 37   | 33   | +4  | 16  |
| 4.  | Crvena zvijezda Slavonski Brod | 12  | 4    | 1    | 7    | 19   | 30   | -11 | 9   |
| 5.  | Dinamo Vinkovci                | 12  | 3    | 1    | 8    | 21   | 25   | -4  | 7   |
| 6.  | Proleter Belišće               | 12  | 2    | 3    | 7    | 10   | 29   | -19 | 7   |
| 7.  | Jedinstvo Slavonska Požega     | 12  | 2    | 2    | 8    | 12   | 36   | -24 | 6   |

- "Proleter" (Osijek) i "Slaven" (Borovo) su se plasirali u završnicu prvenstva Hrvatske
- "Proleter" (Osijek) u kvalifikacijama izborio nastup u Drugoj saveznoj ligi.
- "Slaven" (Borovo) će u narednoj sezoni biti član jedinstvene Hrvatske lige.
- "Mladost" Osijek se krajem travnja fuzinirala s "Proleterom"
- Borovo Naselje ranije dio Borova, danas dio Vukovara

## Rezultatska križaljka
| kratica | klub                           | CRZ | DIN | JED | MLA | PROB | PROO | SLA |
| --- | ------------------------------ | --- | --- | --- | --- | ---- | ---- | --- |
| CRZ | Crvena zvijezda Slavonski Brod |     |     |     |     |      |      |     |
| DIN | Dinamo Vinkovci                |     |     |     |     |      |      |     |
| JED | Jedinstvo Slavonska Požega     |     |     |     |     |      |      |     |
| MLA | Mladost Osijek                 |     |     |     |     |      |      |     |
| PROB | Proleter Belišće               |     |     |     |     |      |      |     |
| PROO | Proleter Osijek                |     |     |     |     |      |      |     |
| SLA | Slaven Borovo                  |     |     |     |     |      |      |     |
| |                                |     |     |     |     |      |      |     |
| podebljan rezultat - utakmice od 1. do 7. kola (1. utakmica između klubova) rezultat normalne debljine - utakmice od 8. do 14. kola (2. utakmica između klubova) rezultat nakošen - nije vidljiv redoslijed odigravanja međusobnih utakmica iz dostupnih izvora rezultat nakošen i smanjen * - iz dostupnih izvora nije uočljiv domaćin susreta prekrižen rezultat - poništena ili brisana utakmica p - utakmica prekinuta 3:0 p.f. / 0:3 p.f. - rezultat 3:0 bez borbe |                                |     |     |     |     |      |      |     |

 Izvori: 

## Poveznice
- Završnica prvenstva Hrvatske 1947./48.
- I. zona prvenstva Hrvatske 1947./48.
- III. zona prvenstva Hrvatske 1947./48.
- V. zona prvenstva Hrvatske 1947./48.
- Nogometno prvenstvo Jugoslavije – 3. ligaški rang 1947./48.